# Vighizzolo d’Este
Vighizzolo d'Este (venetisch Vighisol) ist eine Fraktion der italienischen Gemeinde (comune) Santa Caterina d’Este in der Provinz Padua, Region Venetien. 

## Geographie
Die Ortschaft liegt in der norditalienischen Tiefebene zwischen den Euganeischen Hügeln und der Etsch auf einer Höhe von 11 m s.l.m. Die Provinzhauptstadt Padua befindet sich etwa 32 Kilometer nordöstlich von Vighizzolo d’Este. 

## Geschichte

Ehemaliges Gemeindewappen

Vighizzolo d’Este wurde erstmals 980 und dann wieder 1077 als Vigizolo in einem Dokument Heinrichs IV. erwähnt. Der Ort war bis Januar 2024 eine eigenständige Gemeinde. Am 22. Januar 2024 wurde die Gemeinde Vighizzolo d’Este mit der Nachbargemeinde Carceri zur neuen Gemeinde Santa Caterina d’Este zusammengeschlossen. Nachbargemeinden waren: Carceri, Este, Piacenza d’Adige, Ponso, Sant’Urbano und Vighizzolo d'Este.